# Architecture des écoles communales d'Anderlecht

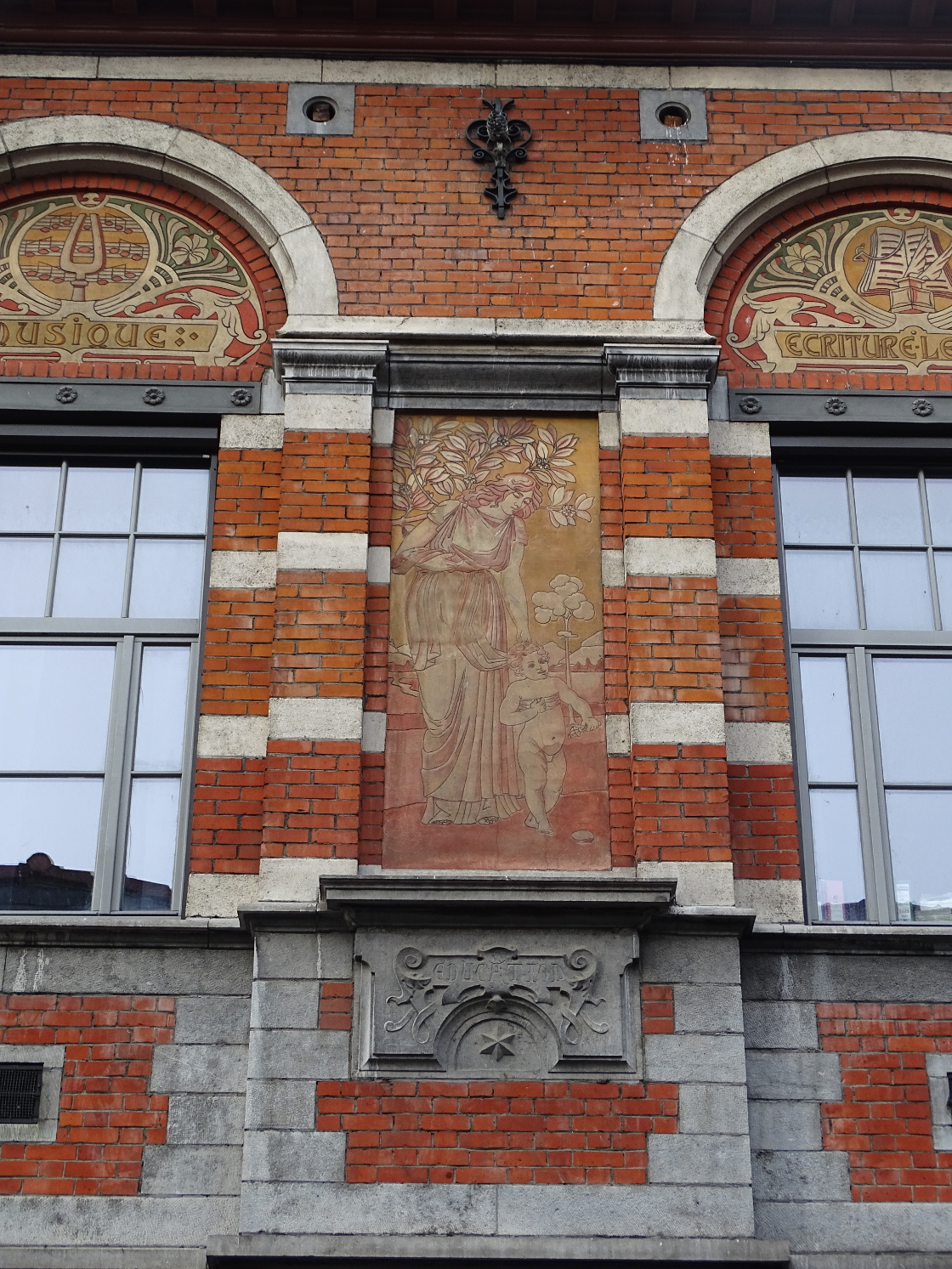
Allégorie de l'Education, école les Tourterelles, rue Abbé Cuylits, 1897.

L'architecture des écoles communales d'Anderlecht exprime diverses approches pédagogiques propres à leur époque de construction.

## Évolution architecturale
Dès la seconde moitié du XIXe siècle, la commune d'Anderlecht entreprend la construction de nombreux établissements scolaires sur son territoire, dont la population ne cesse de croître. Au cours des décennies et de l'évolution du contexte social, les typologies architecturales des écoles de la commune d'Anderlecht traduisent différentes approches pédagogiques matérialisées par l'architecture. Les premières écoles communales présentent des principes architecturaux issus de l'exemple-type de l'Ecole Modèle, selon les notions de la Ligue de l'Enseignement : un préau central assurant la circulation et un espace polyvalent pour les enfants, et une ou deux ailes de classes disposées autour de celui-ci, complétées par une cour extérieure,. À partir du milieu du XXe siècle, le modèle des établissements scolaires évolue vers des constructions pavillonnaires, souvent dans une logique de pouvoir poursuivre l'extension de l'école face à un besoin constant de locaux complémentaires pour l'enseignement au sein de la commune. Ces modèles pavillonnaires font ensuite place dans les années 2010 à diverses typologies dont les écoles orientées vers la construction passive et l'intégration des notions environnementales dans la pédagogie.

## Cas d'études

### École Clair Soleil (P1)
L’école Clair Soleil est située rue du Potaerdenberg et propose deux types d’enseignements : une école maternelle et une école primaire. Le bâtiment principal est l’œuvre de l’architecte J. Stuyvaert, associé au bureau C.E.R.A.U. et est inauguré en 1972. De style moderniste, le corps principal se caractérise par le contraste fort du volume rectangulaire en béton des étages, surmontant le rez-de-chaussée presque entièrement vitré de l’édifice, dans un emploi expressif du béton marqué notamment par l’expression du coffrage à planchettes en façade principale. Un escalier de secours extérieur en béton est flanqué sur le côté du corps principal. L’ensemble de l’établissement est composé de trois étages pour la section primaire et un seul pour l’école gardienne.

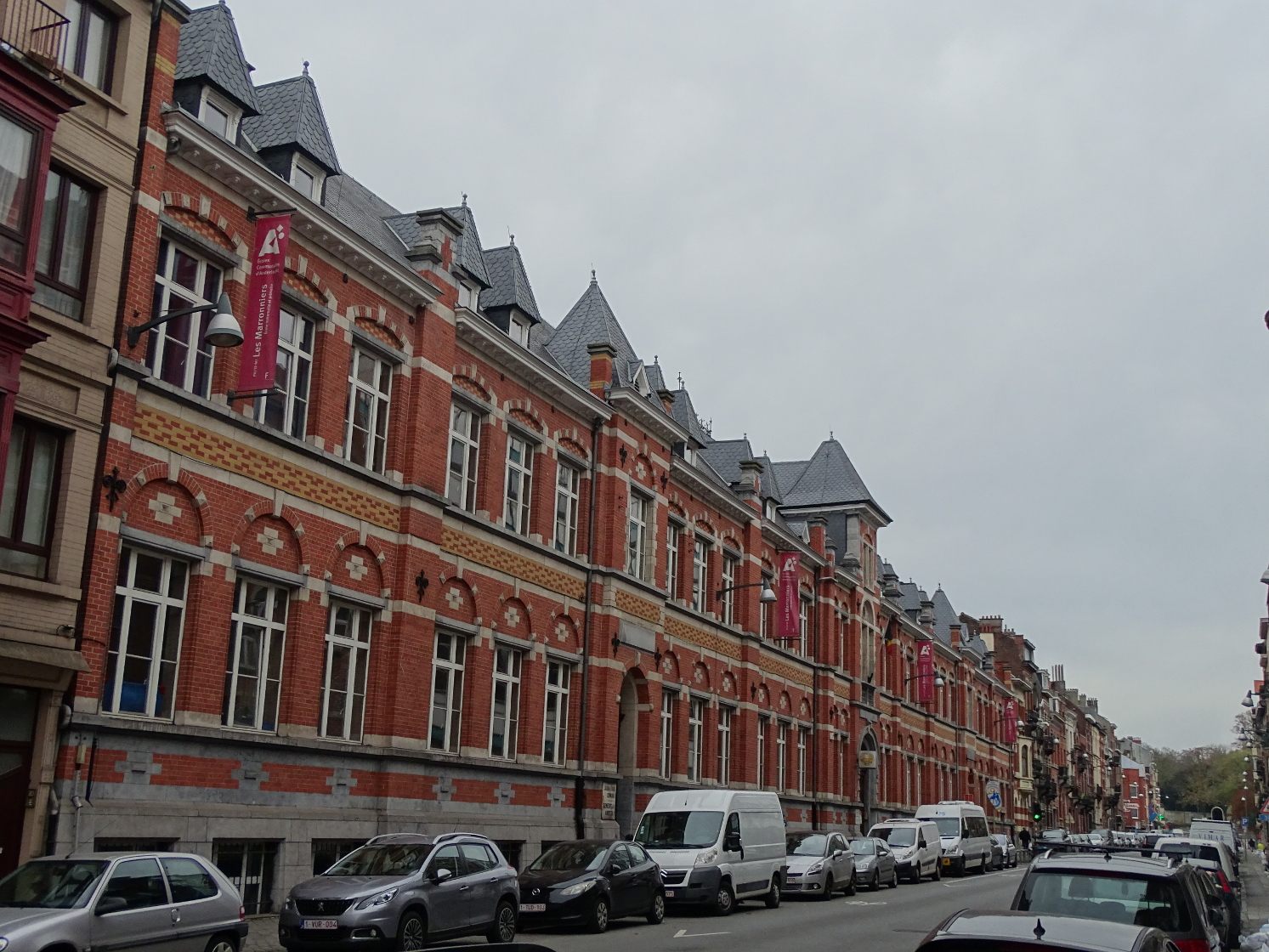
Les Marronniers, façade rue de Douvres.

### École des Marronniers (P6)
L’école des Marronniers est une œuvre majeure de l’architecte communal Louis Ernest S’Jonghers. Construite en tant qu’école communale primaire pour filles en 1902, l’établissement est situé rue de Douvres, au sein d’un quartier résidentiel. Le plan général du bâtiment adopte une disposition en « T », composée d’un long bâtiment principal et d’une aile perpendiculaire implantée au centre de la composition. Le corps principal, à front de la rue de Douvres, présente une très importante façade comptant onze travées régulières, marquées d’une polychromie de briques et de pierre bleue. Il s’agit d’une des réalisations les plus monumentales de l’architecte S’Jonghers. L’aile perpendiculaire relie la rue de la Conciliation et abrite un préau couvert. Deux cours symétriques se développent de part et d’autre du préau. Le bâtiment comptait initialement 16 classes et les combles ont été aménagés en 1968 pour accueillir 8 classes supplémentaires.

### École des Tourterelles (P8)

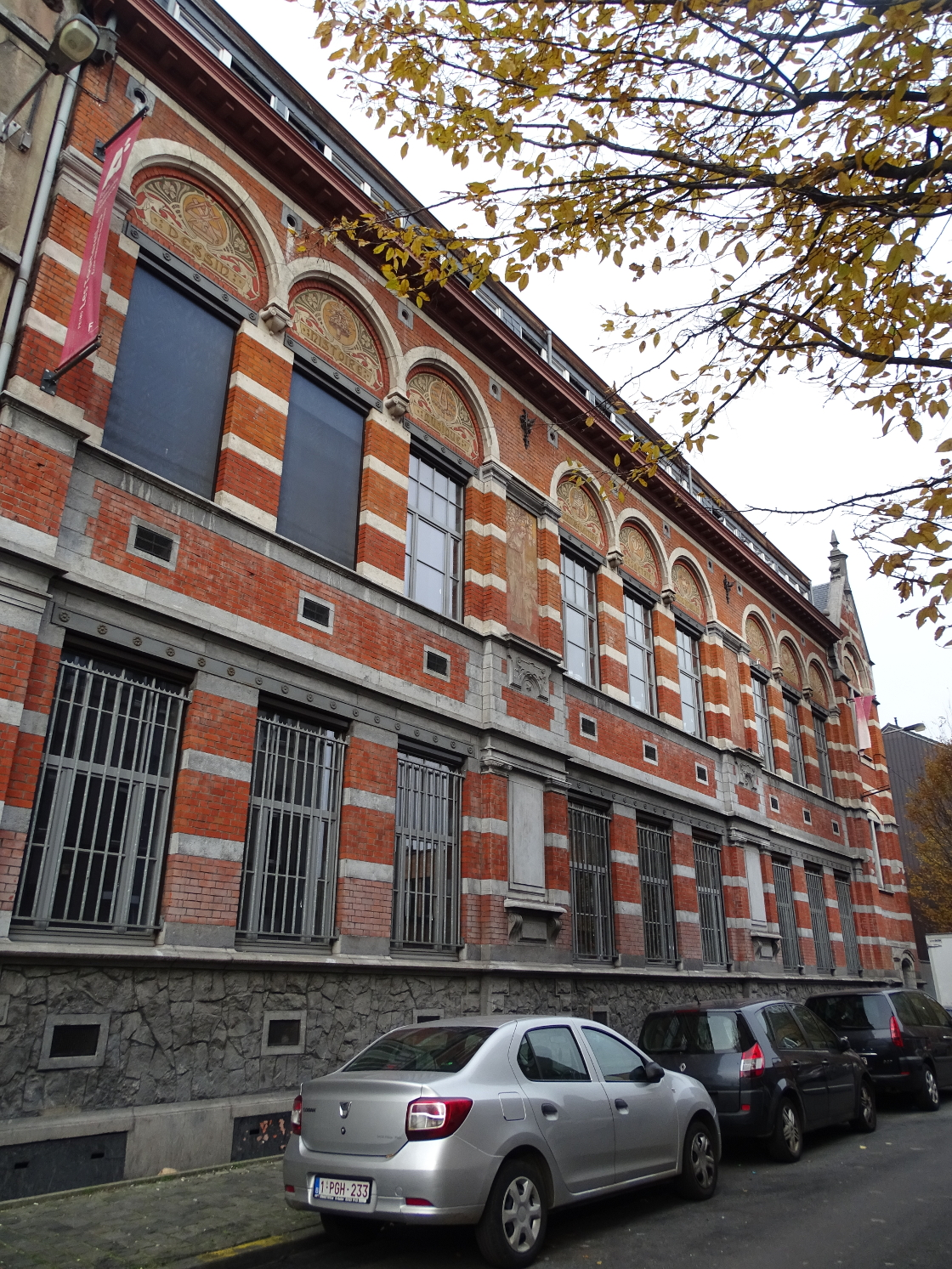
Façade rue Abbé Cuylits, école des Tourterelles.

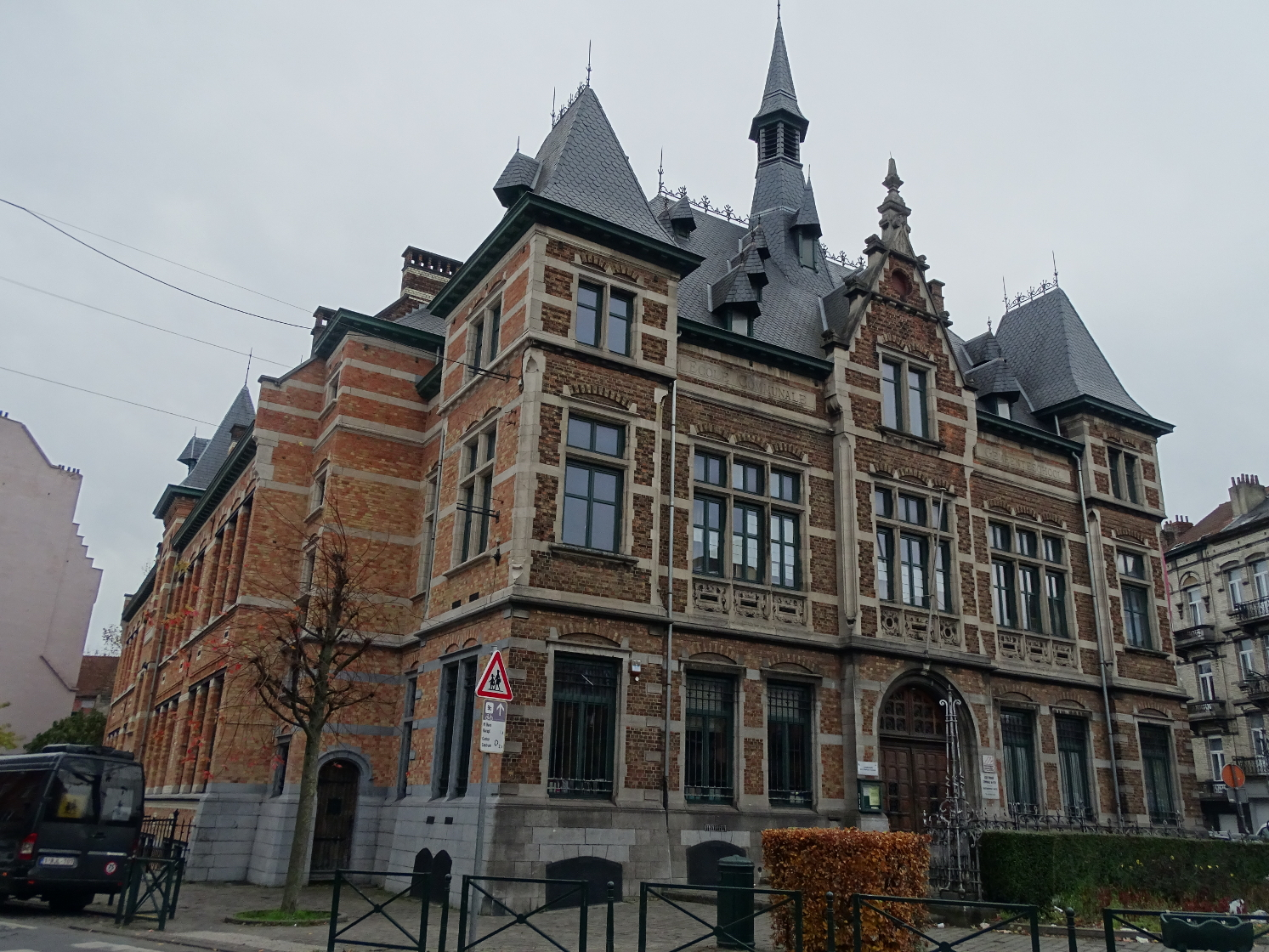
Ecole Carrefour, architecte Louis Ernest S'Jonghers.

L’école est originellement conçue en tant qu’école communale primaire n°8, selon les plans de l’architecte Louis Ernest S’Jonghers en 1897-1899,. La façade du corps principal, rue Abbé Cuylits, est caractérisée par une série de sgraffites en imposte, représentant les diverses matières enseignées au sein de l’école communale, ainsi que des allégories de l’enseignement. L’école s’inspire des principes de composition de l’Ecole Modèle, tels que définis par la Ligue de l’Enseignement à la fin du XIXe siècle à Bruxelles. Un préau central sert de nœud des circulations dans l’établissement ainsi que de gymnase. Il est caractérisé par une charpente métallique et une coursive supportée par des consoles ouvragées sur l’ensemble de son pourtour. L’école peut accueillir environ 160 élèves dans 8 classes. Certains aménagements postérieurs sont effectués en 1968.

### École Carrefour (P9-10)
L’école Carrefour est située à l’angle de la rue Eloy et de la rue des Vétérinaires, au sein du quartier de Cureghem. Le bâtiment est construit selon les plans de l’architecte communal S’Jonghers en 1907 en tant qu’école communale n°9 et 10. Le plan général de l’établissement propose deux ailes de salles de classe disposées de part et d’autre du préau central, de façon semblable à l’école communale n°8 de la rue Odon, et compte également 16 classes. Le préau est caractérisé par une charpente métallique, une coursive desservant les étages ainsi que des élévations intérieures avec des arcs de décharge en plein cintre, de façon analogue à l’école communale n°12 de la rue de la Procession, réalisée par le même architecte en 1911-1920.
La façade, de style néorenaissance flamande, est caractérisée par sa symétrie et le clocheton surmontant la travée centrale, ainsi que l’emploi de larges fenêtres à meneaux et une polychromie de matériaux, essentiellement de brique et de pierre blanche. Un garde-corps ouvragé d’inspiration Art nouveau agrémente l’entrée principale du bâtiment.

### École Scherdemael (P14)
Implantée au sein d’un quartier résidentiel, avenue Camille Vaneukem, l’école est construite selon un modèle pavillonnaire dans un ensemble paysager. Les pavillons sont en retrait de la voirie et disposés entre deux plateaux à différents niveaux de hauteur. Un bâtiment plus important constitue le corps principal de l’ensemble, et 8 pavillons complètent celui-ci, autour desquels se développent les espaces de récréation extérieurs. Chaque pavillon abrite plusieurs classes. Les espaces intermédiaires entre chaque pavillon sont conçus comme des "espaces-tampons appropriable par les enfants".
Un bâtiment de typologie différente a été construit plus tardivement sur le site, pour répondre au besoin de classes supplémentaires. Son plan, composé de retraits et avancées successives, est éloigné de la typologie rectangulaire simple des autres pavillons. Les façades sont caractérisées par un parement de briques claires et des châssis jaunes, très similaires au bâtiment de l’école secondaire Théo Lambert située dans le parc Astrid, avenue Bertaux. Ce bâtiment, construit en 1993, compte "quatre nouvelles classes, mais aussi un bureau de direction, une salle de gymnastique et une garderie ".

### École Moortebeek (P15)
Une première école de type pavillonnaire existait à cet emplacement, rue Adolphe Willemyns, entre les années 1950 et la fin des années 1980. Une nouvelle école est construite en 2013, selon les plans de l’Atelier d’architectes Associés. Composées de préfabriqués en bois, l’ensemble s’inspire selon les architectes du modèle typologique des chalets suisses. L’établissement compte 10 classes, réparties en 4 classes de section maternelle et 6 classes de section primaire. Les pavillons ne sont pas disposés de façon aléatoire mais au sein d’un plan structuré afin d’aménager des espaces verts entre chaque pavillon, comme espace récréatif pour les élèves et lieu d’activités diverses.
Les pavillons abritant les classes se composent de deux salles de classe, séparées par une cloison amovible permettant de connecter les locaux entre eux. Un pavillon spécifique accueille le réfectoire et le hall d’entrée principal de l’établissement scolaire. De part et d’autre de l’entrée du site se situent les espaces dédiés à l’administration. Au centre du complexe sont situés deux patios, conçus par le bureau d’architectes comme des « ateliers potagers » extérieurs, à but pédagogique. Un dernier pavillon abrite quant à lui le gymnase de l’école, implanté dans la partie supérieure du site.

### Les Peupliers  (P16)
L’école communale « Les Peupliers » est édifiée en 1971 selon les plans de Michel Boelens et Robert Wasterland. Il s’agit d’un bâtiment moderniste caractérisé par un parement de briques et de béton sur certaines façades. L’ensemble se compose de deux volumes articulés entre eux par un espace extérieur couvert vers la rue Pol Stoppelaere, ainsi que d’un volume cubique orienté vers la rue des Fruits. Le bâtiment principal est composé de trois niveaux marqués par des fenêtres bandeaux et des allèges avec un parement de plaques de béton, ponctué de saillies exprimant les deux blocs de circulation verticale. Un hall au rez-de-chaussée permet de distribuer l’ensemble de l’école, dont l’accès est assuré par la rue des Fruits ; ce hall est séparé en deux plateaux successifs se conformant au dénivelé naturel du site. Un potager a été mis en place au sein d’un des espaces extérieurs, dans un but pédagogique de contact des enfants avec la nature.

### École Pierre Lairin (P17)
L’école communale de la rue Jakob Smits est édifiée en 1961, après l’obtention du permis d’urbanisme le 14 mars 1961. Trois pavillons de plan rectangulaire sont édifiés, alors que l’avant-projet pour l’école en prévoyait quatre. Chaque élément pavillonnaire est agrémenté d’un espace extérieur. Le bâtiment principal de l’établissement scolaire est quant à lui construit dans une seconde phase de construction du site. Il présente un plan en « L », comprenant un préau connecté à la cour extérieure. Un noyau de circulation central permet de desservir les étages abritant les salles de classe. Les locaux divers (réfectoire en sous-sol, salle d’étude) sont concentrés à l’extrémité gauche de l’aile principale. Les façades sont caractérisées par un parement de briques, des modules préfabriqués ainsi qu’un mur aveugle de moellons orienté vers la rue Jakob Smits, sur lequel est inscrit le nom de l’établissement. L’école communale est renommée école Pierre Lairin en 1996. Les pavillons initiaux de 1961 sont démolis dans les années 2000 pour permettre la construction de l’école maternelle « Les Goélands ».
La commune d’Anderlecht prend la décision en 2013 d’entreprendre la construction d’une nouvelle aile de l’école Pierre Lairin, pour répondre aux besoins de nouveaux locaux. Les travaux débutent en 2015. Le bâtiment présente quatre niveaux et permet de créer neuf classes supplémentaires (trois à destination de la section maternelle et six pour la section primaire). La nouvelle aile, de plan rectangulaire, est caractérisée par une mise en couleur de sa façade et surmontée d’une toiture végétale,.

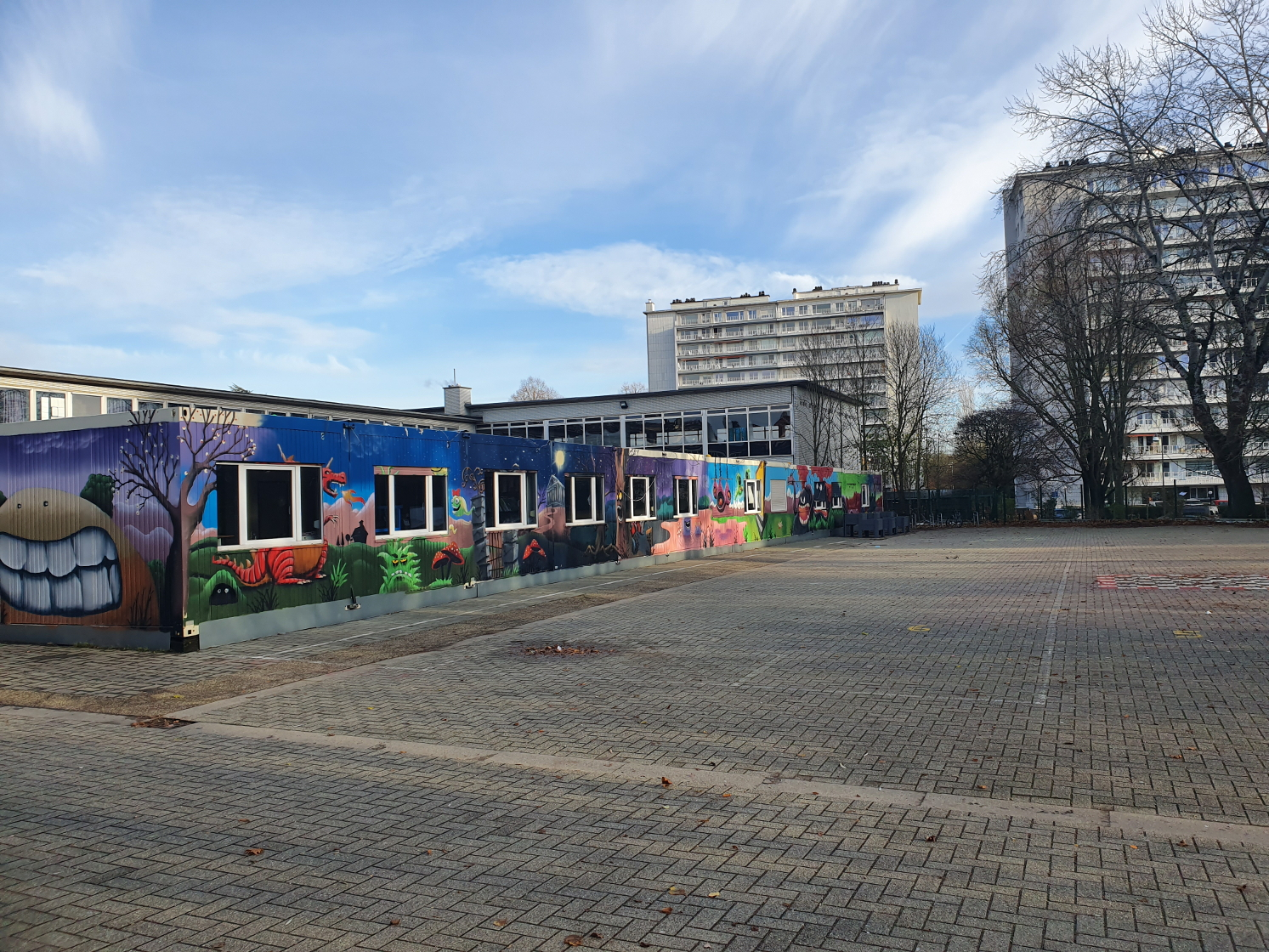
Pavillons préfabriqués dans la cour de l'école Les Étangs.

### École Les Étangs (P18)
L’école communale Les Étangs est implantée au sein d’un îlot triangulaire le long de la rue Pierre Longin, qu’elle partage avec l’école maternelle « Les Rainettes », à proximité immédiate du parc Joseph Lemaire,. Le complexe est formé de deux ailes perpendiculaires formant un plan en « L », sur deux étages sous toiture plate. De style moderniste, le bâtiment affiche des façades à l’horizontalité très marquée, percées de fenêtres bandeaux éclairant les salles de classe et parées de briques blanches. Le noyau central de circulation est disposé à l’intersection des deux ailes, comptant l’entrée principale, la direction, le secrétariat, les sanitaires et la cage d’escalier centrale. La mise en couleur joue un rôle important dans les bâtiments, principalement dans les couloirs desservant les 21 classes primaires de l’établissement.

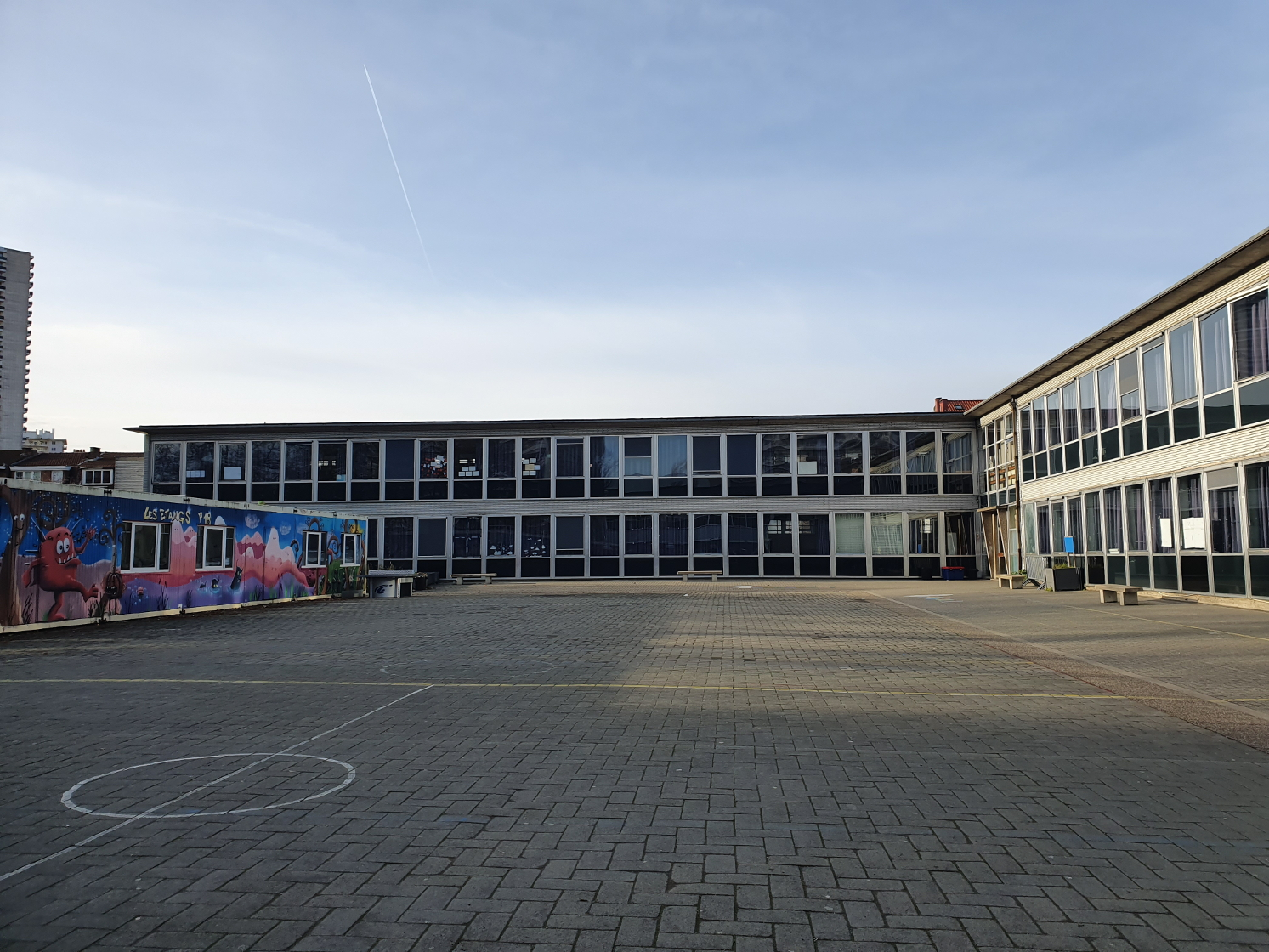
Les Etangs, cour et aile des classes.

Des containers préfabriqués ont été installés dans la cour extérieure, afin de répondre au besoin croissant de nouveaux locaux. Ces modules préfabriqués sont également mis en couleur, par des artistes de street art. L’importance de la couleur dans les espaces de l’école Les Étangs est motivée par la volonté d’introduire une dimension « ludique » aux spatialités et de "permettre aux enfants de se sentir à l’aise",.

### Les Asters (P19)
Le complexe scolaire Les Asters est formé d’une section primaire et d’une section maternelle, implantée au sein d’une zone résidentielle à proximité du ring de Bruxelles. Le complexe est composé de trois bâtiments de différents gabarits, disposés en retrait de la voirie par une zone de recul aménagée. La section primaire est abritée dans un bâtiment longitudinal comptant quatre étages, tandis que la section maternelle se situe dans un édifice rectangulaire de plain-pied, contrastant avec le gabarit de l’école primaire. Le troisième bâtiment assure la connexion entre les deux premiers, et compte quant à lui trois étages. Il abrite plusieurs fonctions annexes de l’école comme la bibliothèque.
Chaque section dispose d’une cour de récréation extérieure. Les façades des édifices ne présentent pas de cohérence spécifique : ainsi, l’école primaire est caractérisée par l’emploi de béton architectonique en façade et de fenêtres bandeaux, tandis que le bâtiment de liaison est paré de briques rouges.

### École La Roue (P21)
L’école de la Roue est construite au sein de la cité-jardin du même nom, exprimant les ambitions sociales et urbanistiques de ce modèle urbanistique développé au début du XXe siècle en Europe. Destinée aux enfants des classes ouvrières résidant dans la cité-jardin, l’école est dessinée par l’architecte communal d’Anderlecht Henri Wildenblanck en 1937-1939 .
L’école servait également de maison de quartier à l’époque de sa construction. Son aspect extérieur se caractérise par un jeu volumétrique de saillants et de retraits successifs, dans un style moderniste encore ancré dans les influences de l’Art déco. L’école accueillait filles et garçons, mais séparés au moyen d’entrées, classes, cours et préaux différenciés, créant ainsi un double système compositionnel dans le plan de l’école. Les deux préaux déploient une double hauteur et sont distingués par un vitrail réalisé par Fernand Crickx. Pour son intérêt architectural, le bâtiment a été classé comme monument en 2008, en tant que "témoin unique de l’architecture scolaire de l’entre-deux-guerres, combinant des volumes stricts et une géométrie moderniste",. Il a ainsi été "rénové en profondeur afin d’améliorer le plus possible son rendement énergétique, dans le respect de sa valeur historique".
À l’occasion de cette rénovation, une extension a été construite au sein de la cour de l’école. Le bâtiment passif de l’extension permet ainsi d’abriter huit classes maternelles et une salle polyvalente.

### École Maurice Carême (P22)
L’école Maurice Carême est située avenue Frans Van Kalken, à proximité du canal, dans le quartier de Veeweyde. L’établissement a été construit entre 1961 et 1971. Il est composé de trois ailes de différents gabarits, formant une disposition générale de plan en «L», autour d’une cour de récréation extérieure. Le corps principal de bâtiment présente le gabarit le plus élevé ainsi que l’entrée principale surélevée d’un niveau par rapport au niveau de la voirie, accessible par un escalier ou une rampe. Un escalier en colimaçon assure l’accès direct à la cour extérieure depuis l’étage. Les deux autres ailes abritent les salles de classe, orientées vers la cour extérieure et desservies par un couloir, une salle de gymnastique complète l'ensemble.
Les façades s’expriment de façon différente entre le corps principal, plus fermé et marqué d’un parement de briques grises, et les ailes de classe caractérisées par de nombreuses ouvertures et des éléments en béton.

### École les Trèfles (P23)
L’école Les Trèfles est construite entre avril 2014 et 2016, pour répondre aux besoins de locaux scolaires pour la commune d’Anderlecht et au développement démographique de la commune. Le bâtiment, conçu selon les plans de Arter Architecture, a été élu « Bâtiment exemplaire 2012 » pour ses performances énergétiques optimales : "plusieurs techniques ont été utilisées, comme la récupération de la chaleur, l’utilisation de la lumière naturelle, du quadruple vitrage avec un système pare-soleil intégré, des toitures vertes et la réutilisation de l’eau pluviale",.
Le bâtiment occupe presque l’entièreté d’un terrain anciennement en friche et se veut orienté vers la valorisation des aspects naturels du site : "La végétation a, visuellement, une place importante dans le projet : les abords de l’école sont traités de façon paysagère en proposant une succession d’espaces potagers, de façades et de toitures vertes, d’étangs... tous contribuant au développement de la biodiversité du site". Le bâtiment est composé comme l’articulation entre trois cercles de diamètre variable selon chaque aile. L’espace circonscrit par chaque cercle accueille les cours de récréation extérieures, et les toitures plates des ailes de classe sont aménagées en toitures vertes praticables. Les salles de classe sont disposées sur le périmètre extérieur du cercle. Le premier cercle abrite les classes pour les élèves de 1er à 4e année primaire ; le second cercle abrite les locaux pour les 5e et 6e années primaires tandis que le troisième et plus grand cercle est destiné aux douze classes de maternelle. La conception de l'école "adopte une forme circulaire libre que les enfants peuvent s’approprier naturellement" et des "études montrent que ceci favorise l’exercice physique de plus de 20% par rapport à la moyenne".
La typologie de cette école contemporaine s’éloigne fortement des modèles développés d’abord au XIXe siècle selon l’École Modèle (comme Les Tourterelles ou Les Marronniers) ou des modèles pavillonnaires de la seconde moitié du XXe siècle, pour proposer une approche différente de l’architecture scolaire à Anderlecht.

### École les Pommiers (P24)
L’école des Pommiers est située à l’Allée des Coquelicots, dans le quartier Erasme,. Le bâtiment est construit en 2017-2018 selon les plans du bureau A2RC. Il est implanté perpendiculairement à la rue des Jonquilles, avec sa façade principale orientée vers l’espace urbain du boulevard Simonet, tandis que la cour extérieure s’oriente par contraste vers le paysage davantage rural du quartier de Neerpede voisin. Le bâtiment compte quatre étages et est caractérisé par des façades enduites de blanc et percées de pseudo-fenêtres bandeaux agrémentées de subdivisions par des éléments de couleurs ponctuels. Le premier étage compte sept salles de classe ainsi qu’une salle de sport en façade arrière. Celle-ci est disposée sur piliers structurels libres, ce qui permet de libérer le rez-de-chaussée pour y aménager un préau ouvert sur la cour extérieure.